# Kiyoko Ozeki
Kiyoko Ozeki (Kōnan, 28 de abril de 1929) é uma arqueóloga, pesquisadora e professora universitária japonesa. 
Professora Emérita da Universidade Tokai Gakuen, Ozeki é especialista em tecidos do Período Jomon. Sua pesquisa revelou que a população deste período já utilizava roupas de tecido ao invés de roupas feitas com peles de animais.
Em 2018, aos 88 anos, Ozeki se tornou a mulher mais velha no Japão a obter um doutorado.

## Biografia
Ozeki nasceu na cidade de Konan, província de Aichi, em 1929. Frequentou a escola de costura aos 16 anos, no final da Segunda Guerra Mundial e depois trabalhou em um banco. Em seguida, abriu sua própria escola de artesanato e começou a realizar exposições com seus trabalhos ao se divorciar do marido, aos 30 anos, precisando se sustentar.
Seu interesse por tecelagem e técnicas de manufatura de tecidos levou à Universidade Tokai Gakuen a contratá-la como professora assistente, momento em que pode também se graduar em história. No Instituto de Tecnologia de Nagoya, Ozeki se especializou em química industrial.
No final dos anos 1950, Ozeki começou a estudar restos de tecidos e cerâmicas do período Jomon, analisando a malha e reproduzindo os tecidos em casa, com técnicas de artesanato. Ela reproduziu algumas roupas e trabalhou com os alunos em trabalhos de campo a fim de reproduzir as condições de produção da época. Ozeki visitou pelo menos 165 locais históricos coletando e analisando restos de tecidos.
Acreditava-se então que o tecido mais antigo do Japão fora produzido no Período Yayoi, que abrange de 1000 a.C. até 300 d.C., ou no Período Kofun, por volta de 250 a 538 d.C., mas a pesquisa de Ozeki revelou que no Período Jomon, a primeira cultura no arquipélago japonês, que ocupou as ilhas nipônicas a partir do final da quarta glaciação por volta de 14 mil a.C., já utilizavam roupas manufaturadas em tecido.
Em 1999, Ozeki foi diretora honorária do Centro Cultural da Cidade de Ichihasama, Prefeitura de Miyagi. Os dados de sua pesquisa pioneira foram publicados em 2012. Apesar de Ozeki não ter se formado na pós-graduação, o resultado de sua pesquisa pioneira possibilitou que ela pudesse obter um título de doutorado.
Professora colaboradora da Universidade Ritsumeikan desde 2015, em 2017 ela defendeu sua tese de doutorado e em 2018 recebeu o título de doutora em história, cuja premiação se deu em 24 de março daquele mesmo ano. É a mulher mais velha do Japão a obter o título de doutora.